# Plosko-Zabuzke, Vilșanka
Plosko-Zabuzke (în ucraineană Плоско-Забузьке) este o comună în raionul Vilșanka, regiunea Kirovohrad, Ucraina, formată numai din satul de reședință.

## Demografie
Componența lingvistică a comunei Plosko-Zabuzke
     Ucraineană (97,45%)
     Română (1,28%)
     Alte limbi (0,8%)
Conform recensământului din 2001, majoritatea populației comunei Plosko-Zabuzke era vorbitoare de ucraineană (97,45%), existând în minoritate și vorbitori de română (1,28%).